# St. Barbs
St. Barbs es una localidad de Trinidad y Tobago, que forma parte de la región de San Juan-Laventille.

## Geografía
La localidad abarca parte de la isla Trinidad y limita al norte con Upper Belmont, al sur con Picton, al este con Morvant y Laventille y al oeste con Belmont y Gonzales (ambas localidades pertenecientes a la ciudad de Puerto España).

## Demografía
Datos demográficos de la localidad de St. Barbs:
| Gráfica de evolución demográfica de St. Barbs entre 2000 y 2011 |
|                                                                 |